# 紅殼的潘朵拉
《紅殼的潘朵拉 -Ghost Urn-》（日语：紅殻のパンドラ -GHOST URN），通稱《紅髮的潘朵拉》，由日本漫畫家士郎正宗原案和六道神士繪畫的漫畫，於2012年10月10日開始連載於《Newtype Ace》，後因《Newtype Ace》停刊而於2013年7月轉至《角川Niconico Ace》連載。

## 概要
《紅殼的潘朵拉》的原案是因《蘋果核戰》和《攻殼機動隊》而知名的士郎正宗，擔當作畫的則是《迷糊女戰士》的作者六道神士。作品於2012年10月於漫畫月刊《Newtype Ace》開始連載，並於翌年3月單行本化。後來《Newtype Ace》宣佈停刊，《紅殼的潘朵拉》也被逼於該雜誌Vol.21期後結束連載，2013年7月移籍至《角川Niconico Ace》繼續連載。
原案的士郎正宗表示他於2008年7月時已向動畫製作公司提出將《紅殼的潘朵拉》動畫化的請求，但動畫化的事因某些原因而被擱置。後來在漫畫家六道神士的協助，《紅殼的潘朵拉》在未動畫化前先漫畫化。士郎正宗表示他只負責「粗略的故事流程」和「基本的人物設定」，其他則交給六道神士負責。此外，士郎正宗本身也是一位漫畫家但他只擔任原案，他說自己的畫風跟不上時代，會拖累作品的形象。
原本设定与《攻殻機動隊 ARISE》为相同的世界观，也存在相关关联的角色，但之后策划分离，将事件时间轴转移到与《ARISE》不同的科技时代上，也修改设定取消原计划关联的角色关系，成为独立作品。
2015年10月24日公佈劇場版的消息，預定於同年12月5日開始上映，為期2星期。在劇場版上映第一天後公佈將於2016年1月於TOKYO MX播放動畫版。

## 劇情
隨著技術的進步，改造人和機器人在一般社會也開始廣泛使用。這是個全世界頻繁發生大規模自然災害，同時社會的貧富差距也在擴大的混亂時代。除了大腦以外全身機械化的「全身義體」少女七轉福音，造訪了最高級的休閒島嶼「賽楠庫爾島」。但擁有強力武裝的「巨大自律型挖掘機」布耶爾突然暴走，和平的島面臨崩壞的危機。福音協助在島上遇到的神秘科學家烏薩爾·大利拉，以及美少女型智能機器人「庫拉莉翁」，向布耶爾發起反抗。

## 登場人物

### 主要人物
七轉 福音（聲：福沙奈惠）
本作主人公，16歲，因遠房親戚拓美而來到「賽楠庫爾島」。雙親逝世於6年前，自身也因「羅盤綜合症」（Pyxis syndrome）而垂危，為保不死而成為除大腦以外全身皆改造為「全身義體」的少女，也是全球不到10人的「適合者」之一。復古遊戲的發燒友，並且己達到廢人級的程度。
個性開朗，天真善良，最大的願望是世界可以和平，由於太天真純樸而被烏薩爾責罵「要小心謹慎一點」，而拓美則形容她「連小孩的自覺也沒有」。認為自己的身體是從「大家」那裡得到的，自己表示「因為沒有雙親的『我』已經有你們了」。由於「全身義體」的關係而經常被其他人誤認為機器人。以「臉型是父母給我們的」為由而沒改變義體的臉容，因此其現時的臉容為繼承自父母遺傳的結果。
稱讚同性的庫拉莉翁非常可愛，對她更可說是溺愛。於第2話布耶爾暴走事件過後繼承烏薩爾的持有權，成為庫拉莉翁的主人。
庫拉莉翁（Clarion，聲：沼倉愛美）
由烏薩爾製造機器人，自稱是「烏薩爾的玩樂用機器人」，但其實戰鬥力很高。外表為頭帶貓耳、穿著女僕裝的美少女。
原本為烏薩爾的機械人，在解決布耶爾暴走事件後所有權轉讓至福音，之後便與福音一起活動。討厭與福音有身體接觸。
自尊心很高，就算手臂被擊飛也無怨無悔，當所有權被轉讓給很溺愛自己的福音時，更覺得自己「被出賣了」。非常討厭別人摸或觸碰她的貓耳，曾對初見面的福音說「如果敢碰這對貓耳的話就送你去地獄」。

### 主要人物關係者
烏薩爾·大利拉（Uzal Delilah，聲：田中敦子）
福音遇見的女科學家，外表大約25歲。本名薩哈爾·舍赫拉（サハル・セヘラ，Sahar Schehera）。
表面（烏薩爾·大利拉）為實業家與瑞亞財團的代表負責人，對教育和醫療等方面都有作出貢獻的慈善家。但內裡（薩哈爾·舍赫拉）是一位被世界通緝，率領著一個擁有大量武器的神秘組織的謎之女性。真正身份是恐怖組織「波塞頓」以人類的遺傳因子製造的生命體，編號為386，後與崑崙八仙拓美一同叛逃。
初見面時已對身為「適合者」的福音感興趣，經常抱怨其天真純樸的性格。
在布耶爾暴走事件中的最後因用作逃離的電梯超載，而在把庫拉莉翁的所有權轉讓給福音後獨留自己在崩塌的地下實驗室中，生死未卜。
名符其實的天才，其所設計的布耶爾，拓美和伊恩·庫爾茨極盡全力連核心都沒有碰到，在許多階段的時候留下自己的錄像說明當前發生的事情，根據動畫12話所述，布耶爾甚至只是第一階段的實驗而已。
布耶爾（小）（Buel，聲：森田順平）
布耶爾的中樞神經控制装置（Central Nervous Unit）與搭載著暗號化智能（Cypher Intelligence）的布耶爾的鑰匙。有著獅子頭與5隻山羊腿的獨特外形。在其本體暴走後遭福音和庫拉莉翁回收，之後與她們生活在一起。
以「余」為第一人稱，對自己本體的能力感自豪，但很怕黑。喜歡女性的大腿，並建立了專門的檔案。經常對福音與庫拉莉翁性騷擾，因此常遭庫拉莉翁虐待。
名字取自所羅門七十二柱魔神中位階第10位的魔神，外形也是取材於此。
崑崙八仙 拓美（聲：三宅麻理惠）
主宰網絡營銷行業的崑崙八仙財團的總帥，福音的遠房親戚，同時亦是烏薩爾最好的朋友。真正身份是恐怖組織「波塞頓」以人類的遺傳因子製造的生命體，編號為1093，後與烏薩爾一同叛逃。
雖已年過二十但外表仍是小女孩一般的嬌小身軀，操名古屋方言，自尊心很高。本作目前已知的電腦化人士，由於患有重度的對人恐懼症，所以普遍都會待在家中，由其研發的機械人格茲科馬照顧，並在電腦化空間活動與用格茲科馬介入現實世界。
與福音第一次見時使用了「偽裝空間」偽裝成現實空間，藉此戲弄庫拉莉翁，但是從一開始就已經被福音察覺，而福音只以為在玩遊戲，直到庫拉莉翁被束縛要被拓美研究貓耳的時候才動手，從此便對其「適合者」和天然「防壁」的才能更感興趣。另外也希望研究庫拉莉翁和布耶爾（小），但礙於福音的關係而無法進行，雖然對此很不滿，但當福音遇到困難時仍會全力幫助。
为了抢占布耶爾而暗中协助伊恩破解布耶爾的防火墙，结果只得到存放布耶爾偷拍照片的存储点而被挫败。
兔子（Bunny，聲：村川梨衣）
烏薩爾的部下的領導，初登場因烏薩爾的興趣而打扮成兔女郎，因此福音稱其為「兔子小姐」。
烏薩爾評價兔子與其他部下「致命性的不重用」，也經常受她的批評，因此對烏薩爾的嘲笑產生陰影。雖然如此，但兔子其實是一個優秀的電腦工程師，擅長黑客技術。
在第1話時與其他部下一起背叛烏薩爾，並試圖搶奪布耶爾，但因布耶爾失控的關係而向烏薩爾索取認證鑰匙（烏薩爾的眼鏡）以制止布耶爾。在解決暴走事件後被CDF逮捕並與其他部下一起被監禁，庫爾茨希望其拿回布耶爾的認證鑰匙以換取自由，後成為其部下。

### 賽楠庫爾島居民
布里（Buri，聲：松田颯水）
在各話開頭時登場，泰坦電視台的新人記者與偶像。
與福音乘坐同一艘郵輪來到「賽楠庫爾島」並卷入各種事件，並在布耶爾暴走的地下研究所中生還。在工作時都會與有著鑽頭型雙馬尾的攝影師與長髮的採音師一起行動。
安娜（Anna，聲：寺内依枝）
福音在兀兒肯港見到的老婦人，其右手為義體，身上有人工器官和使用著電動輪椅。身上總是帶著糖果。
在與福音談話途中因通信故障的影響而令其體內的人工器官功能停止，陷入危險狀態，後因福音啟動「潘多拉裝備」而得救。
對福音能夠控制全身的義體感佩服，在醫院中時更表示「遇到你（福音）真的太好了」。
艾米·吉列姆（Amy Gilliam，聲：長繩麻理亞）
入住賽楠庫爾島醫院的少女，其雙腳為義體，由托托照顧。
托托（Toto，聲：鈴木琢磨）
於賽楠庫爾島醫院工作的醫生，為照顧艾米的醫生。
羅伯特·奧特曼（Robert Altman，聲：稻田徹）
隸屬賽楠庫爾島防衛軍警察部隊（Cenanle Police Force）的軍人，階級為大尉。庫拉莉翁推斷其年齡介乎35至45歲。
有著正義感強烈的紳士性格，看到有人需要幫助的話會馬上去幫，不幫的話心裡會過不去。有著「這是天性」的口癖。與福音初見面便意氣相投，聽到其「世界和平」的夢想後說出「為了回應你的期待，我會努力的」，但在與庫爾茨會面後也說出了「世界和平在這島上好像是一件奇怪的事情吶」的感想。
於23話鼓勵過份擔心因制止布耶爾而暫時離開的庫拉莉翁的福音，並向她說「和平不是單方面誰幫助誰，而是互相幫助」。之後成為新成立的賽楠庫爾警察的一員，階級為警部，並組織同僚進入地下研究所調查庫爾茨引起的事件，當看到庫爾茨宣佈其已被剝奪軍籍與被通緝。
名字取自同名同姓的美國電影及電視導演。
伊恩·庫爾茨（Ian Kurtz，聲：諏訪部順一）
美帝派到賽楠庫爾島的特別軍事顧問，階級為上校，直屬於帝國軍情報局情報本部。暗裡則是恐怖組織「波塞頓」的成員。
帝國軍軍校首席畢業，因第3次南北戰役的功績而成為美帝史上最年輕的帝國銀星勳章得主。因舉報本部局長的不當行為而被追殺，之後產生了「只有強者帶來的秩序才可能為世界帶來和平」的想法，因此看上布耶爾的作戰能力而希望奪取它，在奪取布耶爾期間造成多次的通信故障與赫爾密斯的火災，31話中成功解除布耶爾的四道防火牆，但實際上只解鎖了散落於中央控制系統周圍的存儲點（布耶爾（小）偷拍的女性照片），因而奪取計劃失敗，其軍籍也被奧特曼宣佈已被美帝軍方剝奪。最終被瓦礫壓死，死後甚至被烏薩爾強加「喜歡大腿」的性癖。
性格冷漠無情，且時間觀念極重，不容許浪費一分一秒。
杰納斯·諾斯（Janus North，聲：大友龍三郎）
賽楠庫爾島議會議長，會優待向其獻金的企業，對福音「適用者」的才能感興趣。
原型是《迷糊女戰士》中的蒲腐博士，配音員也是同一人。

## 用語

### 地理
賽楠庫爾島（Cenancle Island）
由最新技術打造的人工度假島，同時也是由許多有名企業打造而成的技術都市，人口約4.2萬。島上有2座城市分別稱為「賽楠庫爾城」與「兀兒肯市」。
不屬於任何一個國家，是一個獨立的自治區，有自己的司法、議會、政府、警察與軍隊，但其獨立性很大程度是由於與大國的利益關係。
島的地下有許多縱穴與空洞，可利用作地下設施。
劇情中提到賽楠庫爾島其實是秘密結社波塞頓利用了兵器布耶爾內的荷電粒子炮，通過人為方式引發人工火山活動，強行控制地殼變動而形成的結果。
兀兒肯港（Vulcan Harbor）
賽楠庫爾島其中一個海灣。有一個有著鐘塔廣場的紀念廣場，並設有海濱長廊。
名字取自羅馬神話中的火神。
赫耳墨斯（Hermes）
世界最大的連鎖百貨公司。其賽楠庫爾島的分店設於墨丘利區（Area Mercury），同時亦是諾斯議長為應對恐怖襲擊（布耶爾的暴走）的對策，平時主要販賣應急電源與口糧等物品，在緊急的時候會把這些物資分發予民眾。在布耶爾的暴走中遭其發射的荷電粒子炮燒毀。
名字取自希臘神話中的商業之神，是奧林匹斯十二主神之一。

### 組織
賽楠庫爾防衛軍（Cenancle Defence Force、CDF）
賽楠庫爾島的國防軍，但其實空有實力，如果沒有一些國家的安全保障條約的話便沒有用處，且經常被美帝的軍事顧問團介入。
賽楠庫爾警察（Cenancle Police Department、CPD）
由賽楠庫爾島防衛軍警察部隊（Cenancle Police Force）改組而成的賽楠庫爾島警察機關，羅伯特·奧特曼為該警察機關的警部之一。
波塞頓（Poseidon）
企圖奪取布耶爾的神秘組織，伊恩·庫爾茨為其成員之一。
組織目標為「人類宇宙繁殖計劃」，又稱「阿波羅希德計劃」。波塞頓主張若人類繼續執著於地球上的各種資源，最終將會引發世界大戰，甚至因而滅亡。故為了避免這種狀況，他們決定利用各種手段和醫療用微型機械裝置「搖籃」（Cradle）等將人類物種往宇宙進發，而探索生存與繁榮的可能性。
名字取自希臘神話中的海神。

### 技術
義體
用人造材料（義肢）把人體取代，即賽博格化，而除大腦以外全身皆機械化的則稱「全身義體」，在主角所身處的時代中「全身義體」是正開發中的技術。大多數人都無法控制完全義體，而可自由控制義體的人則被稱作「適合者」（Adepter）。
電腦化
把神經細胞和微型機器結合，讓神經細胞與外界直連的技術。但因政府與人權團體一直在爭論的關係而很少人知道此技術。
光學迷彩
以全像投影投影於背景之中，把自己於視覺上透明化的技術。
真稀有金屬（Voluble Metal）
根據現有技術能採集的54種普通金屬之外的有更高實用價值的稀有金屬，是非常貴重且昂貴的物質。
潘多拉裝備（Pandora Device）
應用於義體的附加控制應用程式，最初為人形機器人的動作輔助應用程式，後來演變成有著戰鬥與料理等功能的多功能程式。但其開發內容違反國際法，為了防止情報向外部洩漏而有時間限制的存在。目知已知有12種功能，分別是：
| - 對物（Anti-Material） - 近戰（Melee combat） - 上級小火器（Advanced Firearm） - 闇炎抱消（Dark Flame） | - 「射擊管制」系（"Shooting Control" System） - 駭客（Hacker） - 雜耍（Juggling） - 急救護理員（Paramedic） | - 人偶師（Puppeteer） - 料理鐵人（Iron Chef） - 女裝設計師（Couturier） - 治愈的場景（Healing Space） |

多肢控制（Hekatonkheires）
用意志力控制多個肢體的技術，但因人類在此時代仍難以控制而只為構想。
名稱取自希臘神話中出現的百臂巨人。

### 兵器與機械
布耶爾（B.U.E.R）
烏薩爾·大利拉製造的巨大兵器，正式名稱為「額外資源挖掘基地」（Base of Unearth Extra Resources）。表面上是以挖掘真稀有金屬為目的的「自律型採掘機」（Boring machine），但實質上是搭載了可從衛星軌道襲擊城市的荷電粒子炮的巨大機械，其戰鬥力甚至可超越核武器。本體是有著一個眼球的黑色巨大球體，當充能完畢時會發射荷電粒子炮，發射完畢會陷入180秒的冷卻，期間會對一定距離內的接近者啟動無差別的防禦攻擊。有著嚴格的防盜措施，必須以正規程序啟動，如果受到物理性攻擊或駭客入侵會失控暴走。啟動時會出現有著烏薩爾的樣子的主控制台，認證鑰匙為烏薩爾的眼鏡。
在本作剛開始時因烏薩爾部下的背叛而失控，並令賽楠庫爾島瀕臨毀滅，後來福音和庫拉莉翁成功阻止其暴走。現時布耶爾的中樞神經控制裝置由福音持有，本體則處於休眠狀態。但庫爾茨之後多次嘗試起動布耶爾，導致多次的通信故障和赫爾密斯的爆炸與火災。
為秘密結社「波塞頓」以進行「行星改造」（Terraforming）所開發的「所羅門·系列」兵器之一，正式名稱為 所羅門·系列 巨型自動戰船第十號艦 「布耶爾」。內裡擁有連地殼變動都能預測的量子計算機群「因果律預言詠唱機」（Butterfly Effect Renderer）和最先進的人工智能等。其演算能力足以達到干預因果律的程度。
布耶爾的中樞神經控制裝置請另見布耶爾（小）。
真．布耶爾（B.U.E.R）
烏薩爾·大利拉叛逃後秘密製造的巨大兵器，體型較布耶爾巨大。外表是一頭擁有三隻眼睛、四條手臂的怪物。建造完成後藏於賽楠庫爾島附近海底的隱藏船塢內。內置了透過超振動與靜電斥力抵消重力的「達米索斯系統」。原本預定與秘密結社「波塞頓」決戰時投入作戰，但在此之前「波塞頓」卻輕易地被布耶爾擊潰了。後來在烏薩爾·大利拉發佈征服世界宣言後正式投入實戰，並以壓倒性的實力把美利堅的艦隊消滅。
格茲科馬（Gertsecomma）
由烏薩爾·大利拉和崑崙八仙拓美所開發的自律型通用機器人，有著蛋一般的外型，是步行足輕戰車的一種。根據機體單元與簡易化的區別可變更成各種型號，並可根據各種事態調整性能。
夜龍·灰虎
庫拉莉翁所持有的2把二口刀。其黑色刀身與銘文模仿自名匠「正宗」。
小竹鹿臣（聲：川村萬梨阿）
崑崙八仙拓美操縱的巨大兵器。
名字取自在《豐後國風土記》中出現的五馬山之五馬姫之一的陰陽師。
恐懼（Fear，聲：石井康嗣）
犯罪組織「波塞頓」所擁有的巨型機器人。全身搭載多個傳感器與熱光學迷彩。
擁有把小竹鹿臣輕易摧毀的強大戰鬥力，在與庫拉莉翁對峙時也佔盡上風。後因福音以淋浴熱巧克力醬的策略導致出現脹流性現象而不能活動，被庫拉莉翁一分為二。
所羅門·系列
秘密結社「波塞頓」為了達成「行星改造」而開發和建造的巨型機械，原本的目的並不是作為兵器而是為了對各種不適合人類移居的嚴峻環境進行改造而製造。
整體數量和能力不明，特色為每台所羅門·系列均具有波塞頓的標誌和巨大的眼睛，形狀亦各不相同，例如布耶爾為黑色球型，漫畫中亦展示出金字塔型，人型，四方體型等等。
每台所羅門·系列都具有各自的中樞神經控制裝置，其展現的形象各具特色且能夠各自集合和聯繫,其本質認定所羅門·系列是人類的守護者，故見到福音莉翁（七轉福音和庫拉莉翁在假想空間的融合體）時認為其存在有機會打破兩者世界的平衡。其目前已知其名字和形象的所羅門級中樞神經控制裝置有「布耶爾」，「阿斯摩太」，「亞斯塔祿」，「別西卜」等。只知名字的有「貝爾芬格」，「路西法」等。名字來源均改自所羅門七十二柱魔神。有趣的是布耶爾（小）在稱呼其他中樞神經控制裝置時會使用侯爵等稱號。

## 出版書籍
| 卷數 | 角川書店       | 角川書店               | 東立出版社     | 東立出版社             |
| 卷數 | 發售日期       | ISBN                   | 發售日期       | ISBN                   |
| ---- | -------------- | ---------------------- | -------------- | ---------------------- |
| 1    | 2013年3月9日   | ISBN 978-4-04-120645-4 | 2014年6月6日   | ISBN 978-986-348-795-1 |
| 2    | 2013年8月10日  | ISBN 978-4-04-120849-6 | 2014年10月24日 | ISBN 978-986-348-796-8 |
| 3    | 2014年1月10日  | ISBN 978-4-04-120988-2 | 2015年10月16日 | ISBN 978-986-348-797-5 |
| 4    | 2014年6月26日  | ISBN 978-4-08-879524-9 | 2016年2月10日  | ISBN 978-986-462-933-6 |
| 5    | 2014年12月26日 | ISBN 978-4-04-101682-4 | 2017年4月20日  | ISBN 978-986-382-472-5 |
| 6    | 2015年6月26日  | ISBN 978-4-04-101683-1 | 2017年5月25日  | ISBN 978-986-431-898-8 |
| 7    | 2015年12月26日 | ISBN 978-4-04-103781-2 |                |                        |
| 8    | 2016年3月26日  | ISBN 978-4-04-103986-1 |                |                        |
| 9    | 2016年10月26日 | ISBN 978-4-04-104868-9 |                |                        |
| 10   | 2017年3月25日  | ISBN 978-4-04-105442-0 |                |                        |
| 11   | 2017年9月8日   | ISBN 978-4-04-106079-7 |                |                        |
| 12   | 2018年3月10日  | ISBN 978-4-04-106537-2 |                |                        |
| 13   | 2018年7月10日  | ISBN 978-4-04-107143-4 |                |                        |
| 14   | 2018年11月10日 | ISBN 978-4-04-107600-2 |                |                        |
| 15   | 2019年4月10日  | ISBN 978-4-04-108106-8 |                |                        |
| 16   | 2019年9月10日  | ISBN 978-4-04-108675-9 |                |                        |
| 17   | 2020年2月10日  | ISBN 978-4-04-109031-2 |                |                        |
| 18   | 2020年7月10日  | ISBN 978-4-04-109725-0 |                |                        |
| 19   | 2020年11月10日 | ISBN 978-4-04-110807-9 |                |                        |
| 20   | 2021年3月10日  | ISBN 978-4-04-111184-0 |                |                        |
| 21   | 2021年8月10日  | ISBN 978-4-04-111561-9 |                |                        |
| 22   | 2022年1月8日   | ISBN 978-4-04-111562-6 |                |                        |
| 23   | 2022年7月8日   | ISBN 978-4-04-112845-9 |                |                        |
| 24   | 2023年2月10日  | ISBN 978-4-04-112846-6 |                |                        |
| 25   | 2023年9月8日   | ISBN 978-4-04-114163-2 |                |                        |
| 26   | 2024年11月9日  | ISBN 978-4-04-115202-7 |                |                        |

## 電視動畫
2015年10月24日公佈推出劇場版的消息，動畫由Studio五組和AXsiZ共同擔當製作，於2015年12月5日開始上映，為期2週，片長大約50分鐘。在劇場版上映的第一天（5日）宣佈電視動畫化，並在2016年1月8日開始於TOKYO MX播映。

### 製作人員
- 原作：『紅殼的潘朵拉』（Kadokawa Comics Ace）
- 原案：士郎正宗
- 漫畫：六道神士
- 企劃：菊池剛、工藤大丈
- 製作：堀内大示、井上俊次、武智恆雄、土橋哲也、柴田知典、鶴岡陽太
- 監督：名和宗則
- 系列構成、劇本：高橋龍也（日语：高橋龍也）
- 人物設計、總作畫監督：谷拓也
- 原畫：武本大介
- 特效監督：小澤和則
- 道具設計：神宮司訓之、
- 美術監督：松本浩樹
- 色彩設計：店橋真弓
- 攝影監督：淺黃康裕
- 3D監督：高橋將人
- 編集：武宮睦
- 音響監督：鶴岡陽太
- 音響效果：倉橋裕宗（日语：サウンドボックス）
- 音樂：TECHNOBOYS PULCRAFT GREEN-FUND
- 音響製作：樂音舍
- 音樂製作：Lantis
- 音樂監製：齊藤滋（英语：斎藤滋）、保坂拓也、石原尚亮
- 企劃監製：伊藤敦
- 動畫監製：富岡哲也（日语：富岡哲也）
- 動畫製作；Studio五組、AXsiZ
- 製作：紅殻的潘朵拉製作委員會（KADOKAWA、Lantis、KlockWorx（日语：クロックワークス）、AT-X、Studio五組、樂音舍）

### 主題曲
片頭曲「hopeness」
作詞、作曲、編曲、主唱：ZAQ
片尾曲「LoSe±CoNtRoL」
作詞、作曲：ZAQ，編曲：TECHNOBOYS PULCRAFT GREEN-FUND，主唱：七轉福音（福沙奈惠）、庫拉莉翁（沼倉愛美）

### 各話列表
| 話數 | 日文標題 | 中文標題   | 劇本     | 分鏡       | 演出     | 作畫監督                                     |
| ---- | -------- | ---------- | -------- | ---------- | -------- | -------------------------------------------- |
| #01  |          | 適合者     | 高橋龍也 | 清水聰     | 山本天志 | 飯飼一幸、武本大介                           |
| #02  |          | 大深度地下 | 高橋龍也 | 清水聰     | 藏本穗高 | 真部周一郎、大原大                           |
| #03  |          | 偽裝空間   | 高橋龍也 | 西本由紀夫 | 柳屋圭宏 | 小島彰 LEE SANG-MIN                          |
| #04  |          | 料理鐵人   | 森田繁   | 山本天志   | 淺見松雄 | 、真部周一郎 武本大介                        |
| #05  |          | 通信障害   | 森田繁   | 所智一     | 所智一   | 吉崎雅博、島田英明                           |
| #06  |          | 魂魄       | 森田繁   | 佐藤真二   | 山本天志 | 飯飼一幸、山村俊了                           |
| #07  |          | 人偶師     | 高橋龍也 | 清水聰     | 淺見松雄 | 磯野智、伊集院石燈籠                         |
| #08  |          | 大火災     | 森田繁   | 西本由紀夫 | 村田尚樹 | 武本大介、大高雄太                           |
| #09  |          | 基地強襲   | 高橋龍也 | 名村英敏   | 石井和彥 | 岡昭彥、大野勉                               |
| #10  |          | 恐怖       | 森田繁   | 清水聰     | 藏本穗高 | 大原大、橫松雄馬 王洲範                      |
| #11  |          | 心的所在   | 高橋龍也 | 所俊克     | 淺見松雄 | 南伸一郎、福島豐明 吉崎雅博、島田英明        |
| #12  |          | 希望       | 高橋龍也 | 清水聰     | 山本天志 | 磯野智、森下勇輝 橫松雄馬、武本大介 山村俊了 |

### BD / DVD
| 卷數 | 發售日期       | 收錄話數        | 規格編號  | 規格編號   |
| 卷數 | 發售日期       | 收錄話數        | BD        | DVD        |
| ---- | -------------- | --------------- | --------- | ---------- |
| 1    | 2016年5月27日  | 第1話 - 第2話   | KAXA-7351 | KABA-10455 |
| 2    | 2016年6月24日  | 第3話 - 第4話   | KAXA-7352 | KABA-10456 |
| 3    | 2016年7月29日  | 第5話 - 第6話   | KAXA-7353 | KABA-10457 |
| 4    | 2016年8月26日  | 第7話 - 第8話   | KAXA-7354 | KABA-10458 |
| 5    | 2016年9月30日  | 第9話 - 第10話  | KAXA-7355 | KABA-10459 |
| 6    | 2016年10月28日 | 第11話 - 第12話 | KAXA-7356 | KABA-10460 |

### 播放電視台
日本深夜動畫：下文記載的日本国内播放時間使用日本標準時間（UTC+9）表示。因為部分時間标识會採用30小时制，因此請留意这类超过24:00的时间，其實際播放時間為翌日清晨。
| 播放地區 | 播放電視台   | 播放日期        | 播放時間（UTC+9）         | 所屬聯播網 | 備註       |
| -------- | ------------ | --------------- | ------------------------- | ---------- | ---------- |
| 日本全國 | AT-X         | 2016年1月8日－  | 星期五 23時00分－23時30分 | 衛星電視   | 有重播     |
| 東京都   | TOKYO MX     | 2016年1月8日－  | 星期五 25時40分－26時10分 | 獨立局     |            |
| 京都府   | KBS京都      | 2016年1月8日－  | 星期五 25時40分－26時10分 | 獨立局     |            |
| 日本全國 | BS11         | 2016年1月9日－  | 星期六 27時00分－27時30分 | 衛星電視   | ANIME+節目 |
| 埼玉縣   | 埼玉電視台   | 2016年1月10日－ | 星期日 24時00分－24時30分 | 獨立局     |            |
| 千葉縣   | 千葉電視台   | 2016年1月10日－ | 星期日 24時00分－24時30分 | 獨立局     |            |
| 神奈川縣 | 神奈川電視台 | 2016年1月10日－ | 星期日 24時00分－24時30分 | 獨立局     |            |
| 兵庫縣   | SUN電視台    | 2016年1月10日－ | 星期日 24時30分－25時00分 | 獨立局     |            |
| 岐阜縣   | 岐阜放送     | 2016年1月12日－ | 星期二 24時00分－24時30分 | 獨立局     |            |
| 三重縣   | 三重電視台   | 2016年1月13日－ | 星期三 25時20分－25時50分 | 獨立局     |            |
| 福岡縣   | TVQ九州放送  | 2016年1月13日－ | 星期三 27時35分－26時05分 | 東京電視網 |            |